# Cupido alcetoides
Cupido alcetoides är en fjärilsart som beskrevs av Tutt 1909. Cupido alcetoides ingår i släktet Cupido och familjen juvelvingar. Inga underarter finns listade i Catalogue of Life.